# Adolfo Lamenha Lins
Adolfo Lamenha Lins(Recife, 27 de junho de 1845 — Recife, 4 de setembro de 1881) foi um político brasileiro e importante figura do desenvolvimento econômico do Paraná.
Foi presidente das províncias do Piauí, de 27 de abril a 27 de novembro de 1874, e do Paraná, nomeado por carta imperial de 21 de abril de 1875, de 8 de maio de 1875 a 16 de julho de 1877.

## Biografia
Filho de um coronel do exército e neto de marquês, graduou-se em Direito (sua graduação, na época, foi Bacharel em Leis, o que equivale ao curso de Direito) pela Faculdade de Direito do Recife em 1867. Exerceu o cargo de promotor público na Província de Alagoas e secretário de governo e deputado provincial em Pernambuco.
Em 1874 foi presidente da Província do Piauí e logo após foi indicado para exercer o cargo de presidente da Província do
Amazonas, contudo, declinou do convite. Em maio de 1875 assumiu a presidência da província do Paraná.
No cargo de executivo máximo do Paraná, Lamenha Lins incentivou a colonização europeia na cidade de Curitiba e criou as colônias de Santa Candida e Órleans em locais mais próximos da capital e assim revolucionou a vida na cidade e assentou estes imigrantes que procuravam terras na nova província.